# Spongyabob a hűtő csapdájában
A Spongyabob a hűtő csapdájában (eredeti cím: SpongeBob's Truth or Square) egy amerikai tévéfilm, a SpongyaBob Kockanadrág sorozat hatodik évadjának huszonharmadik és huszonnegyedik része. Amerikában a Nickelodeonon volt a premierje 2009. november 6-án. Magyarországon a Nickelodeon és az RTL Klub is leadta, utóbbi 2013. január 25-én az első részt, január 28-án pedig a második részt. Az epizód előtt nem sokkal, 2009. október 29-én jelent meg SpongeBob's Truth or Square videójáték. Mindkettő a sorozat 10. évfordulójára készült.
A történet két szálon fut: az elsőn Spongyabob, Patrik, Rák úr és Tunyacsáp beszorulnak a Rozsdás Rákolló hűtőkamrájába a 10 és 7. évfordulón, ahonnan a szellőzőn át próbálnak kijutni, miközben Plankton is itt próbál bejutni és megszerezni a titkos receptet. A másodikon Patty kalóz rendez egy ünnepséget Spongyabobnak, amin a szivacs nem jelenik meg, ezért Patty elmegy Spongyabob megkeresésére.

## Cselekmény
|  | Alább a cselekmény részletei következnek! |

### Fő történet
Reggel van, a nap felkelt, és Csiguszt egy óra ébreszti, amit több óra követ dominóként egészen Spongyabob hajókürt órájáig, amiből még több ilyen kis óra jön elő. Később Spongyabob sorban kikapcsolja ezeket, és kelti Csiguszt, majd elmeséli hogy ma különleges nap van: ma van a Rozsdás Rákolló 10 és 7. szülinapja. Spongyabob azt mondja ezt az ünnepet minden dolgozó várja, ezért Tunyacsáphoz is elvezetett egy óra dominót, ami egyikével Tunya cserébe megdobja Spongyabobot. Csigusz nem tartja nagyra az ünnepet, de Spongyabob elmondja, hogy ez a visszaemlékezés ideje, és vissza is emlékezik első napjára az étteremben. Spongyabob még magzatkorában helyeselte azt anyukájának, hogy egyenek az étteremben, és a rendelt Herkentyűburger a köldökzsinóron át eljut a hasába. Ám a visszaemlékezést megzavarja az óra, és Spongyabobnak eszébe jut hogy készülődnie kell. Időközben az órát Csigusz elzavarja. Ezután Spongyabob egy zenész produkcióban készülődik a munkába. Miután elkészült tapasztalja, hogy hatalmas sor áll a Rozsdás Rákollóig, a halak fején ugrálva jut el az étterembe, ahol szintén hangoztatja az ünnepet. Rák úr viszont most is sejti Plankton tervét, miszerint ellopja a herkentyűburgert, ezért lezárja az éttermet és holografikus vetítőt vesz elő, majd elmondja, hogy bejáratot őrizni kell. Bár Tunyacsáp szerint csak kettő helyet kell őrizni, Rák úr bemutatja, hogy hatalmas szellőzőjárat van az étterem alatt. aminek mindegyikén rajta kell tartani a szemüket. Fő a készenlét, az éberség, és ezúttal Tunyacsápnak tilos a munkahelyi alvás. Habár Tunyacsáp ezt tagadja, a visszajátszásokból az ellenkezője derül ki. Később Rák úr bejelenti, hogy a védelemre felvett egy szakember, ám ez a szakember Patrik, mivel nem tellett igazi biztonsági őrre. Ám Patrik hatékonysága meglátszik, amikor idegennek nézi Tunyacsápot és a falhoz nyomja. Időközben Plankton csak a kudarc 50 évét ünnepelheti, mivel minden kísérlete kudarcba fulladt. Ezt Karen is bizonyítja, mikor lejátssza azokat a jeleneteke, amikor Planktont kidobják és az étterem falán placcsan több sportág, többek közt a lovaspóló, a curling és a rögbi által. Plankton már úgy gondolná hogy föladja, ám Karen ráveszi, hogy most lopja el a titkos receptet, mivel Rák úr el van foglalva az ünneppel.
Időközben a készülődés tovább folyik, mely során Rák úr bevezeti az ünnepi árakat, vagyis minden ár mögé egy 0-t rak. Tunyacsápra semmit sem bíz, mert az nem tenné meg, Spongyabobot pedig - korábbi dekorációs balesetei ellenére - két 25 centessel megbízza az étterem feldíszítésére. Spongyabob ezt először a színes vécépapírral teszi meg szalagtáncos mozdulatokkal, mely során Patrik derekára kötve izmot, Tunyacsáp arcára kötve pedig mosolyt varázsol. Később mustárra és ketchuppal készít egy "Boldog évfordulót!" feliratot és minden mást is kidíszít vele, majd herkentyűburgerből óriási lufikat csinál, majd visszaadja Rák úrnak a két 25 centest. Rák úr még ellenőrzi a dolgokat, majd mikor mindent rendben talált, elkezdte mondani az ünnepély fontosságát és hogy szolgálják ki a vevőket. Ám ekkor Spongyabobnak eszébe jut egy ajándék amit az ünnepre készített, és amit a fagyasztóban tart. Nagy nehezen sikerül bejutni oda, és meglátják az óriási jég herkentyűburget, amit Spongyabob húzva, a többiek tolva próbálnak kivinni. Ám Spongyabob keze lecsúszik és nekipattan a sütőnek, majd visszarepülve a fagyasztóba a menetszele becsapta az ajtót és a fogantyút, ami miatt teljesen bezárult. A fagyasztóban eleinte teljes pánik alakul ki, de Rák úr megnyugtatja őket, mivel innen ki lehet jutni a szellőzőn át. Ám a hamarosan több választható út jelenik meg, de Spongyabob megpróbálja hátára vetíteni a szellőzők térképét. Rák úr a térkép részének néz 3 fatörzs alakú szemölcsöt és barna pocsolyának egy anyajegyet, ezért inkább találomra választanak egy utat, ami viszont zsákutcába vezet. Ott talál Rák úr egy papírt, amibe régen a herkentyűburgert csomagolták, és visszaemlékezik arra az időre, majd szörnyűnek gondolja azt, mivel akkor még egy herkentyűburger 10 centbe került. Tunyacsáp már siránkozik hogy örökre itt maradtak, ám Spongyabob biztatja és fő az összefogás. Ezután egymás mögött szorosan mennek, miközben Patrik Tunyacsáp nyakába liheg, és ezt nem bírja abbahagyni. Később azt hiszik megtalálják a kijáratot, de csak egy megfigyelőszobát találnak. Ott rájönnek, hogy Rák úr mindenkit megfigyel, Spongyabob házában éppen látni Csiguszt az ágyon ugrál, Patriknál megy a TV, Szandi pedig fogat mos. Tunyacsáp kérdőre vonja Rák úurat, aki azzal húzza ki magát, hogy ellenőrzi ki milyen gyakran mos fogat, de ezt csap Spongyabob és Patrik veszi be. Később meglátják, hogy őket is veszik kamerával, és meglátják a Rozsdás Rákolló előtti egyre nagyobb forgalmat. Ám azt nem látják, hogy Plankton beoson a szellőzőbe, és ott egy járatba zuhan. Spongyáék időközben továbbmennek, hamarosan pedig válaszúthoz érnek, ahol kettéválnak: az egyik irányba Rák úr megy, a másikba a többiek Spongyabob vezetésével, aki emiatt felveszi cserkészruhának titulált tiroli ruháját. Ám hamarosan Spongyáék zsákutcába érnek, aminek a vége kiszakad, és Spongyáék a mélybe hullanak.
Plankton időközbe szerencsésen megússza az esést, amíg rá nem esik Spongyabob, Patrik és Tunyacsáp. Spongyabob persze azonnal rájön Plankton tervére, és eszébe jut amikor Rák úr elmondta neki a titkos receptet. Plankton biztatja, hogy így megtudja azt, ezért Spongyabob elmeséli. Rák úr és Spongyabob először elmentek keresni egy biztonságos helyet őserdőn, sivatagon, havas csúcsokon át, ám ez valójában elterelés volt, és visszamentek az étterembe, Rák úr irodájába. Ott Rák úr éppen belekezdene, de Planktonnak ekkor nem fog a tolla, de később újra fog, ám Rák úr eldobja Plankton egy másik kis járatba. Tunyacsáp később elmondja, hogy ha Spongyabob nem jön Bikinifenékre, ez sosem történhetett meg volna, majd visszagondol a Spongyabob előtti időkre. Spongyabob ezután visszagondol arra, amikor odaköltözött: ananász ház Tunyacsáp titkos kertjére esett, és Spongyabob öleléssel köszöntötte az új szomszédot valamint régi ismerősét, a szintén új szomszéd Patrikot. Ezután Rák úr egy lyukon meglátja a kinti tömeget, és kiküldi éhes pénztárcáját pénzt keresni, de azt és a benne lévő 50 dollárt egy hal zsebre teszi. Spongyabobnak ekkor eszébe jut, hogy Szandi megmenthetné őket, amit Patrik a Szanditól elcsórt adóvevővel próbál elérni. Mivel Patrik nem tudja használni Tunyacsáp hívja rajta Szandit, aki azt hiszi, hogy Tunyacsáp lopta el az adóvevőjét. Időközben Patrik azt hiszi, hogy Szandi az adóvevőben van ezért széttöri azt. Spongyabobnak ekkor eszébe jut amikor elvette Szandit, amit mindenki megdöbbenve hall. Az esküvőn sokan voltak, mindketten kimondták a boldogító igent, és elcsattant a csók is Szandi üvegén. Ám amikor leesik egy reflektor kiderül, hogy ez egy színdarab, amit mindenki pocséknak talált és elmennek róla.
Spongyabob elkezd szomorkodni, mivel nem ünnepelhették meg a 10. és 7. évfordulót. Rák úr, Tunyacsáp és Patrik is feladja - utóbbi írásban is leírja - majd mindegyikük elmond egy búcsúbeszédet: Tunyacsáp sajnálja, hogy nem irigykedett senki rá, Rák úr hogy nem lett gazdag, Patrik meg hogy ma reggel korán kelt fel. Spongyabob viszont egyáltalán nem adja fel, és hogy a fejüket kell használniuk. Rák úr azt gondolja hogy kidolgoznak egy mentőakciót, de Spongyabob másra gondolt: a többiekből faltörő kost csinál és így nagy nehezen sikerül kijutniuk. Rák úr már menne ajtót nyitni, de a vendég addigra elmentek, ezért sírva fakad. Bár Tunyacsáp ezt értelmetlennek találja, Spongyabob örül, mert együtt tölthette a napját legjobb barátjával és kedvenc főnökével. Örömében el is énekel egy dalt, az "Ó, Rákolló!"-t, ami az "Ó, zöld fenyő!" átirata. A dal Rák úr szerencséjére visszahozza a vendégeket, akik meg is rohamozzák az éttermet. Időközben Plankton az üres éttermet látva elérkezettnek látja az alkalmat, hogy elvigye a titkos receptet. Ám ekkor rohannak be a vendégek, majd kalandos úton Rák úr elé kerül. Rák úr végül Plankton kérésére nem a Veszélyes Vödörhöz dobja Planktont, hanem lufit fúj belőle, amit Plankton eleinte élvez, amíg túl magasra nem jut. Időközben Rák úr beenged egy vendéget, aki talált egy 50 dollárral teli pénztárcát, ami pont Rák úré, és amit Rák úr később megpróbál visszakövetelni. Végül Spongyabob boldog 10 és 7. évfordulót kíván a Rozsdás Rákollónak.

### Másodlagos történet
A Patchy kalóz által alapított Spongyabob Fun Club egy hatalmas ünnepséget rendez Spongyabob 30. évfordulója alkalmából. Erre olyan hírességeket hív meg, mint a 3 pontos csirke, Abraham Lincoln (akire itt csupán úgy hivatkoznak, hogy "a fickó, akinek az egy pennysen van a képe"), II. Erzsébet, Pink, Sir Quentin és hasbeszélő bábja, Mr. Tindler, valamint maga Spongyabob Kockanadrág. A színpadra lép a klub elnöke, Patchy kalóz, aki egy rövid dal után fel is konferálja Spongyabobot a színpadra - habár a producer szerint  Pink következik -, ám ő nem jön fel. Mint kiderül, a szivacs nem jött el a rendezvényre, amitől Patchy bedühödik, hisz Spongyabob az összes eddigi megkeresésére sem válaszolt.
Patchy végül megelégeli a dolgot és úgy dönt, hogy személyesen keresi fel Spongyabobot. El is indul a hajóval - miközben a stúdióban Pink előadja a részhez írt számát - és meg is találja a Bikinifenék közelében lévő szigetet, de ekkor hajóstól bekapja őt egy bálna. Ott végül - mivel fizettek a műsoridőért - levetít egy filmet, amiben megmutatja milyen lenne a főcímdal Patrikkal, Rák úrral és Tunyacsáppal, valamint egy felvételt, amin a régebbi rajzfilmek stílusát parodizálják ki. Ám itt abba is marad a film, mert kigyulladt a kópia, a füst hatására pedig a bálna kilövelli Patchyt magából, egészen vissza a stúdióig. Ott az eszméletét elvesztett Patchy azt álmodja, hogy találkozik Spongyabobbal, de elájul az izgalomtól. Később Lincoln ébreszti fel, ami után Patchy azt gondolja, hogy soha nem fog találkozni Spongyabobbal. Ám felvilágosítják, hogy Spongyabob mindig ott lesz vele, akárhol is van - többek közt Lincoln kalapja alatt is.
|  | Itt a vége a cselekmény részletezésének! |

## Megjelenések Magyarországon
Nickelodeon: 2010

 RTL Klub: 2013. január 25. (1. rész), január 28. (2. rész)

 Cool TV: 2019. november 3.

 RTL+: 2018. november 20. (1. rész), november 21. (2. rész)